# Roberto Gottardi
Roberto Gottardi (Venecia, 30 de enero de 1927-La Habana, 21 de agosto de 2017) fue un arquitecto italiano radicado en Cuba. Fue coautor junto a Ricardo Porro y Vittorio Garatti de las Escuelas de Arte de La Habana (1960-1963), conjunto de arquitectura de geometría orgánica, construido haciendo uso extensivo de la bóveda tabicada  de tradición arquitectónica hispana. Se graduó en el Instituto Superior de Arquitectura de Venecia.

## Biografía
Nacido y crecido en Venecia en una familia de la pequeña burguesía italiana, desde muchacho apoyó partidos marxistas italianos. Graduado en 1952 como arquitecto en 1960 fue contactado en Caracas por el arquitecto cubano Ricardo Porro para trabajar por Cuba y su revolución castrista.

Obtuve mi título de arquitecto en 1952 en el Instituto Superior de Arquitectura de Venecia. Trabajé en Milán con la firma BBPR (Belgiaiso, Peressutti & Rogers) y en 1957 viajé a Caracas donde fui contrtado como profesor en la facultad de arquitectura de la Universidad Central de Venezuela. Llegué a Cuba en diciembre de 1960 y encontré un espíritu de gran libertad y entusiasmo, de compromiso, de sueños que eran, o parecían ser, alcanzables a la vez. Hasta entonces, había trabajado en otros despachos de arquitectos, por lo que la Escuela de Arte Dramático fue el primer proyecto del que fui absolutamente responsable. Se nos dio total libertad para trabajar y escoger los sitios de cada escuela, para establecer propuestas conceptuales dentro de ciertos límites materiales, como el uso de las bóvedas catalanas y el ladrillo como alternativas al hormigón y al acero, que eran asustadísimos y caros.
Roberto Gottardi

Gottardi es autor del diseño detallado de la Escuela de Artes Escénicas de Cuba. Tras un periodo de abandono del edificio que contribuyó a su profundo deterioro, en 2007 entregó, por encargo de las autoridades cubanas, un proyecto de recuperación y modificación de la escuela que ha recibido un tratamiento urgente y prioritario por parte de esas mismas autoridades.

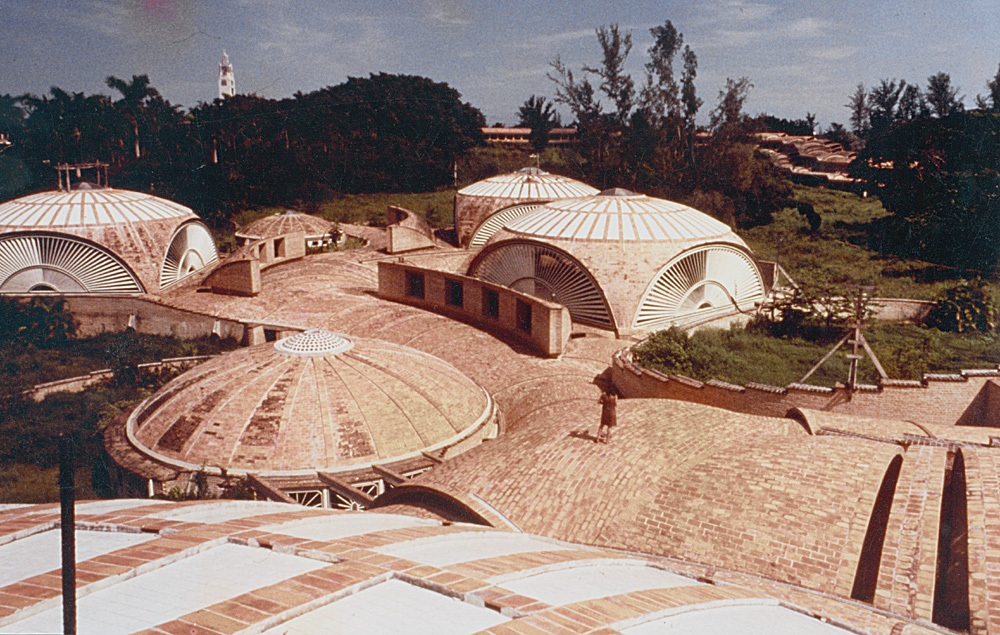
Escuela Nacional de Arte (La Habana)

Las Escuelas de Arte de La Habana, han sido consideradas como una de las experiencias arquitectónicas más singulares de la segunda mitad del siglo XX. Es una de las pocas obras arquitectónicas que se han desarrollado en Cuba durante el periodo posterior a la Revolución cubana. Su promoción fue decidida directamente por Fidel Castro y el Che Guevara, tras una partida de golf en los links del Country Club de La Habana campo que sirvió de emplazamiento para las escuelas (del que existen numerosos testimonios fotográficos). Inicialmente los tres arquitectos encargados contaron con libertad presupuestaria e independencia total en las decisiones de diseño. Fueron ellos los que decidieron la localización de cada unos de los cuatro edificios que las componen, y los que decidieron quién entre ellos desarrollaría en detalle cada uno de los edificios.
El inesperado coste de los edificios y la singularidad de su diseño, provocó numerosas denuncias de derroche económico y debilidad "burguesa". Estas denuncias terminaron por debilitar los apoyos que el proyecto tenía y finalmente las escuelas fueron abandonadas sin ni siquiera ser completada su construcción. Actualmente se están completando los edificios de la Escuela de Arte, después de medio siglo de abandono, bajo la directa dirección de Gottardi.
Sucesivamente en los años ochenta y noventa Gottardi fue profesor en la Facultad de Arquitectura de la prestigiosa Universidad de La Habana.
En noviembre de 2012 el presidente de la República italiana Giorgio Napolitano le otorgó —junto a Porro y Garatti— el Premio Vittorio De Sica en la categoría "Arquitectura", como honra por su profesionalidad.
Recibió el Premio Nacional de Arquitectura 2016 en La Habana.
Falleció en La Habana, el 21 de agosto de 2017 a la edad de noventa años.